# Хомец (Речица об Савињи)
Хомец (словен. Homec) је насељено место у општини Речица об Савињи, Савињска регија, Словенија.

## Историја
До територијалне реорганизације у Словенији био је у саставу старе општине Мозирје. Хомец као самостално насеље постоји од 1994. године. Настао је поделом некадашњег насеља Хомец-Брдо на два нова насеља Брдо и Хомец.

## Становништво
У попису становништва из 2011. године, Хомец је имао 110 становника.
| Број становника према пописима | Број становника према пописима |
| ------------------------------ | ------------------------------ |
| 2002                           | 2011                           |
| 99                             | 110                            |

Напомена: Године 1994. настало поделом некадашњег насеља Хомец-Брдо.